# Епархија ваљевска
Епархија ваљевска је епархија Српске православне цркве. Надлежни архијереј је епископ Исихије (Рогић), а сједиште епархије се налази у Ваљеву гдје је и Саборна црква.

## Историја

### Оснивање
Још у вријеме средњовјековне српске државе, крајем 13. вијека, на подручју сјеверозападне Србије је установљена Мачванска епархија у чијем саставу су се вјероватно нашла и подручја краља Драгутина у источној Босни. Ова епископска катедра пресељена је средином 15. вијека у Ваљево.
Ваљевска епископија јавља се под тим именом први пут почетком 18. вијека на подручју Ваљева, Колубаре, Тамнаве, Мачве, Подриња и Рудника. По мишљењу Радослава Грујића њени епископи су, изузимајући доба аустријске окупације Србије, били и епископи старе Моравичке и дијела Зворничке епархије кроз цијели 18. и прве три деценије 19. вијека. Током 18. вијека и повременим уласком ваљевског краја у Аустријско царство стичу се повољнији услови за оживљавање вјерског живота православних Срба и обнову и јачање црквеног дјеловања. Упркос отпору аустријских власти, Карловачка и Београдска митрополија спојене су у једну, 1726. године. Након смрти митрополита карловачког Вићентија Поповића, митрополит београдски Мојсије Петровић изабран је на његово мјесто, задржавајући као администратор и области којима је до тада управљао. На тај начин и Ваљевска епископија постаће дио Београдско-карловачке митрополије. Већ октобра 1737. Турци су поново освојили Ваљево и највећи дио сјеверозападне Србије. Београдским миром, склопљеним 1739, повратили су цјелокупно подручје јужно од Саве и Дунава, чиме је престала да постоји аустријска Краљевина Србија. На том простору успостављен је Београдски пашалук. Црквено устројство поново је морало да се прилагођава новим државним границама. Ваљевска епархија, као дио Београдско-карловачке митрополије, такође је престала да постоји, док је епископ прешао у Срем. Ваљевска епархија биће сједињена са Ужичком у Ужичко-ваљевску епархију којом ће, након укидања Пећке патријаршије 1766. управљати митрополити Грци. Тако ће остати све до стварања Кнежевине Србије 1830. године која ће, већ сљедеће године ставити под управу и цркву.

### Обнова
Године 2006, на мајском засједању Светог архијерејског сабора Српске православне цркве у Београду, донесена је одлука о подјели Шабачко-ваљевске епархије и обнови Ваљевске епархије послије више од 200 година, а за епископа је постављен владика Милутин (Кнежевић), дотадашњи епископ аустралијско-новозеландски.

## Епископи
| Портрет | Име и презиме                                 | Време службе |
| ------- | --------------------------------------------- | ------------ |
|         | епископ Милутин Кнежевић                      | 2006—2020    |
|         | епископ Лаврентије Трифуновић (администратор) | 2020—2021    |
|         | епископ Исихије Рогић                         | 2021—        |

## Архијерејска намјесништва
- Архијерејско намјесништво I ваљевско
- Архијерејско намјесништво II ваљевско
- Архијерејско намјесништво подгорско
- Архијерејско намјесништво тамнавско
- Архијерејско намјесништво посавско
- Архијерејско намјесништво колубарско

## Манастири
1. Боговађа,
2. Ваљевска Грачаница,
3. Грабовац,
4. Докмир,
5. Јовања,
6. Крчмар,
7. Лелић,
8. Меркшинац,
9. Плужац,
10. Пустиња,
11. Рибница,
12. Славковица,
13. Ћелије.